# Пседах
Пседа́х (ингуш. Долакоа, чечен. Доьлака) — селение в Малгобекском районе Республики Ингушетия.
Образует муниципальное образование «сельское поселение Пседах», как единственный населённый пункт в его составе.

## География
Селение расположено в западной части Малгобекского района и находится к югу от районного центра города Малгобек, в 35 км по прямой к северо-западу от города Магас, столицы Ингушетии. На северо-востоке к Пседаху примыкает село Сагопши, на западе — село Инарки, ближайший населённый пункт на юго-востоке — Гейрбек-Юрт, на юго-западе — Батако (Северная Осетия).
Населённый пункт расположен у северного подножия Сунженского хребта, в предгорной зоне. Южнее села возвышается вершина Мусакай (872,5 м), юго-восточнее — гора Бабало (818,1 м). Колебания высот на территории села составляют 420—540 метров над уровнем моря.
Гидрографическая сеть представлена небольшой речкой Пседах, берущей своё начало на северном склоне горы Мусакай и протекающей через село. Западнее неё, также на северном склоне Сунженского хребта, берёт начало река Жоронка.
Климат умеренно холодный влажный (Dfb). Амплитуда температуры воздуха колеблется от средних +21,7°C в июле до средних −3,5°C в январе. Среднегодовое количество осадков составляет 677 мм. Основное количество осадков выпадает в период с апреля по август.

## История
Село основано в 1820 году на территории Малой Кабарды. Земля была выкуплена у малокабардинских князей Бековичей-Черкасских и впоследствии, в 1860-х годах, причислена к Назрановскому обществу. В 1867 году в ингушском военном округе образовали пседахский участок.
В чеченском предании, записанном Н. Г. Волковой, говорится о том, как возникло селение Пседах:
Давно в этих местах жили кабардинцы (черси), которые со временем переселились на новые места и образовали новые селения Верхний Кури (Ислами) и Нижний Кури (Ахлонка). До сих пор около Пседаха сохранилось кабардинское кладбище. Долгое время на месте будущего с. Пседах были густые заросли, и еще во времена Шамиля здесь нельзя было проехать верхом. Постепенно сюда начали переселяться абреки из разных мест Чечни. Обосновался такой абрек и из фамилии Пешхоевых, которая жила в с. Урус-Мартан. Кроме Пешхоевых, в Пседахе поселились также выходцы из тайпов алларой, гуной, билтой, энгеной, курчалой, кортой, шарой. В эти же места пришли и представили тайпа Органой, со временем они переселились в с. Мундар-юрт (соврем, с. Знаменское).
Пседах — искажённый вариант топонима, восходящий к кабардинскому Псыдахэ, что в переводе означает «красивая вода/река».
В начале 1840-х годов от аула Пседахский царские власти, несмотря на протесты пседахинцев, поселили ингушей, основавших селение Кескем.
В 1926 году село являлось центром Ачалуковского округа Ингушской автономной области и, одновременно, центром Пседахского сельсовета, который, помимо Пседаха, включал также хутора: Восточный Советский, Дохолбер, Западный Советский, Мазаевский, возникшие в 1920—1921 годах. В самом селе было 344 хозяйства (325 крестьянских и 19 не крестьянских), проживало 1802 человека (884 мужского пола и 918 женского пола).
До 1944 года село являлось административным центром Пседахского района Чечено-Ингушской АССР. В 1944 году после депортации чеченцев и ингушей и упразднения Чечено-Ингушской АССР селение Пседах было переименовано в Аланское. После восстановления ЧИАССР в 1957 году населённому пункту было возвращено его прежнее название — Пседах.
В районе села Пседах располагался лагерь террористов, захвативших 1 сентября 2004 года школу № 1 в Беслане.

## Население
| 1926  | 2002  | 2006  | 2007  | 2008  | 2009  | 2010  |
| ----- | ----- | ----- | ----- | ----- | ----- | ----- |
| 1802  | ↗6312 | ↗6523 | ↗6590 | ↗6663 | ↗6770 | ↘4606 |
| 2011  | 2012  | 2013  | 2014  | 2015  | 2016  | 2017  |
| ↗4619 | ↗4753 | ↗4909 | ↗5036 | ↗5205 | ↗5369 | ↗5514 |
| 2018  | 2019  | 2020  | 2021  | 2023  | 2024  | 2025  |
| ↗5644 | ↗5799 | ↗5934 | ↗6066 | ↗6245 | ↗6317 | ↗6398 |

Плотность — 2132.67 чел./км².
Национальный состав
Динамика национального состава села по данным переписей населения СССР и России:
| Год переписи | 1939 год       | 1970 год         | 2002 год         | 2010 год         |
| ------------ | -------------- | ---------------- | ---------------- | ---------------- |
| чеченцы      | 1804 (80,36 %) | ↗ 2615 (79,22 %) | ↘ 652 (10,33 %)  | ↗ 3807 (82,65 %) |
| ингуши       | 178 (7,93 %)   | ↗ 403 (12,21 %)  | ↗ 5485 (86,90 %) | ↘ 760 (16,50 %)  |
| русские      | 130 (5,79 %)   | ↗ 176 (5,33 %)   | ↘ 59 (0,93 %)    | ↘ 11 (0,24 %)    |
| другие       | 133 (5,92 %)   | ↘ 107 (3,24 %)   | ↗ 116 (1,84 %)   | ↘ 28 (0,61 %)    |
| всего        | 2 245 (100 %)  | ↗ 3301 (100 %)   | ↗ 6 312 (100 %)  | ↘ 4 606 (100 %)  |

Этническая история села
По состоянию на 1874 год абсолютное большинство жителей селения составляли чеченцы (1192 человека, 231 дом).
Первая советская перепись 1926 года также описывает Пседах как населённый пункт с преимущественно чеченским населением.
В то же время, данные первой переписи в истории современной России дают уже обратную картину — налицо абсолютное преобладание ингушей.
Однако, официальные данные местной администрации, представленные ещё до обнародования поселенных итогов переписи-2010, показывали преобладание в селе чеченцев, численность лиц других национальностей была относительно невелика.

## Инфраструктура
- Детский сад № 8 «Чебурашка» — ул. Карла Маркса, 40а[39].
- Средняя общеобразовательная школа № 7 — ул. Нурадилова, 35[40].
- Средняя общеобразовательная школа № 25 — ул. Школьная, 19а[41].
- Фельдшерско-акушерский пункт, который планируется перестроить в полноценную участковую больницу[42].
- Сельская библиотека в здании Дома культуры[42].

## Известные уроженцы
- Пешхоев Саид-Селим Саламбекович — контрразведчик, генерал-майор ФСБ.
- Энгиноев Дуда Эдиевич — разведчик, полный кавалер ордена Славы.

## Тайпы
- Аллерой;
- Гендаргеной;
- Гордалой;
- Пешхой;
- Чартой;
- Чинхой;
- Энгеной и др,.

## Галерея

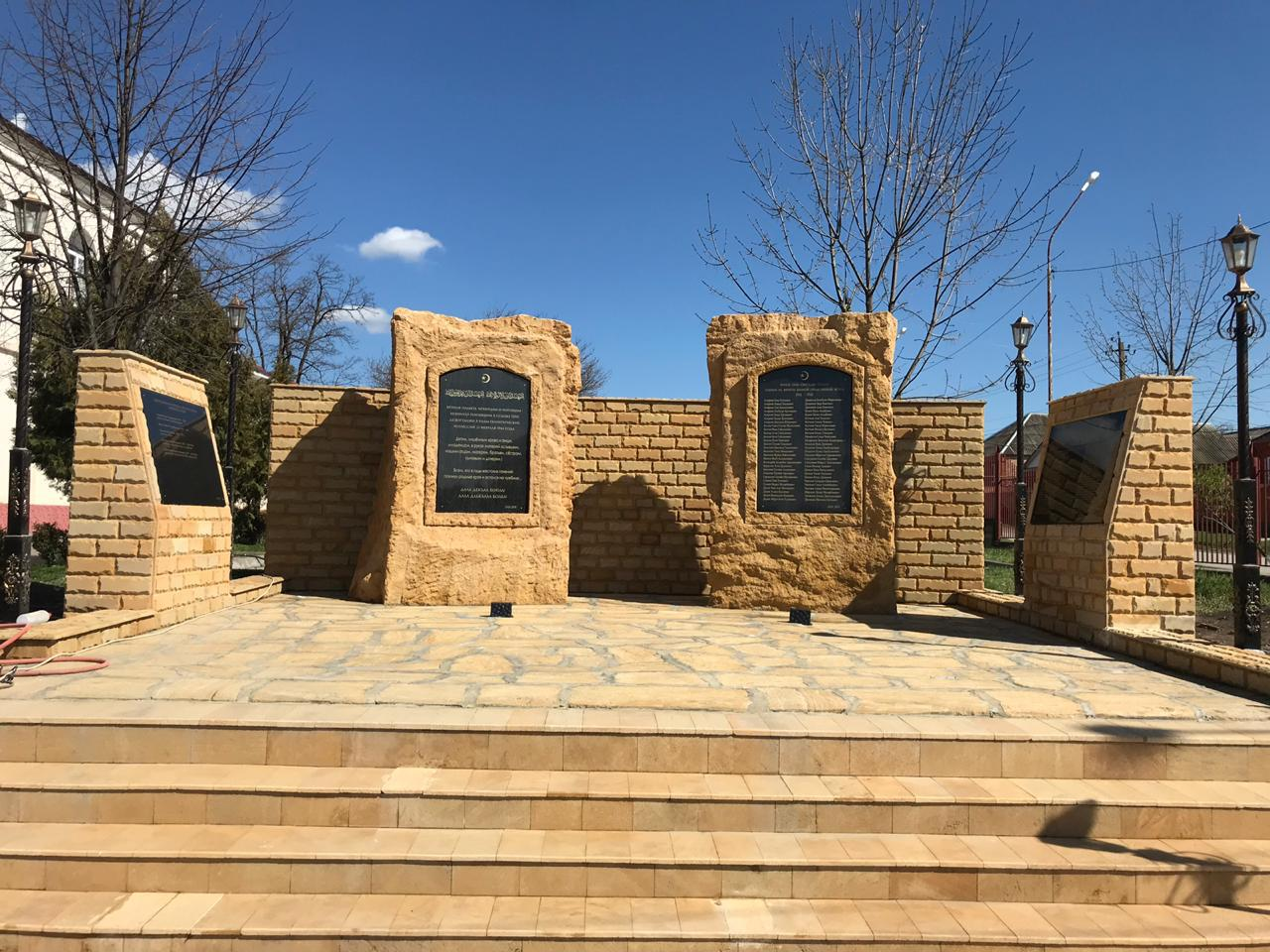
Мемориальный комплекс в Пседахе
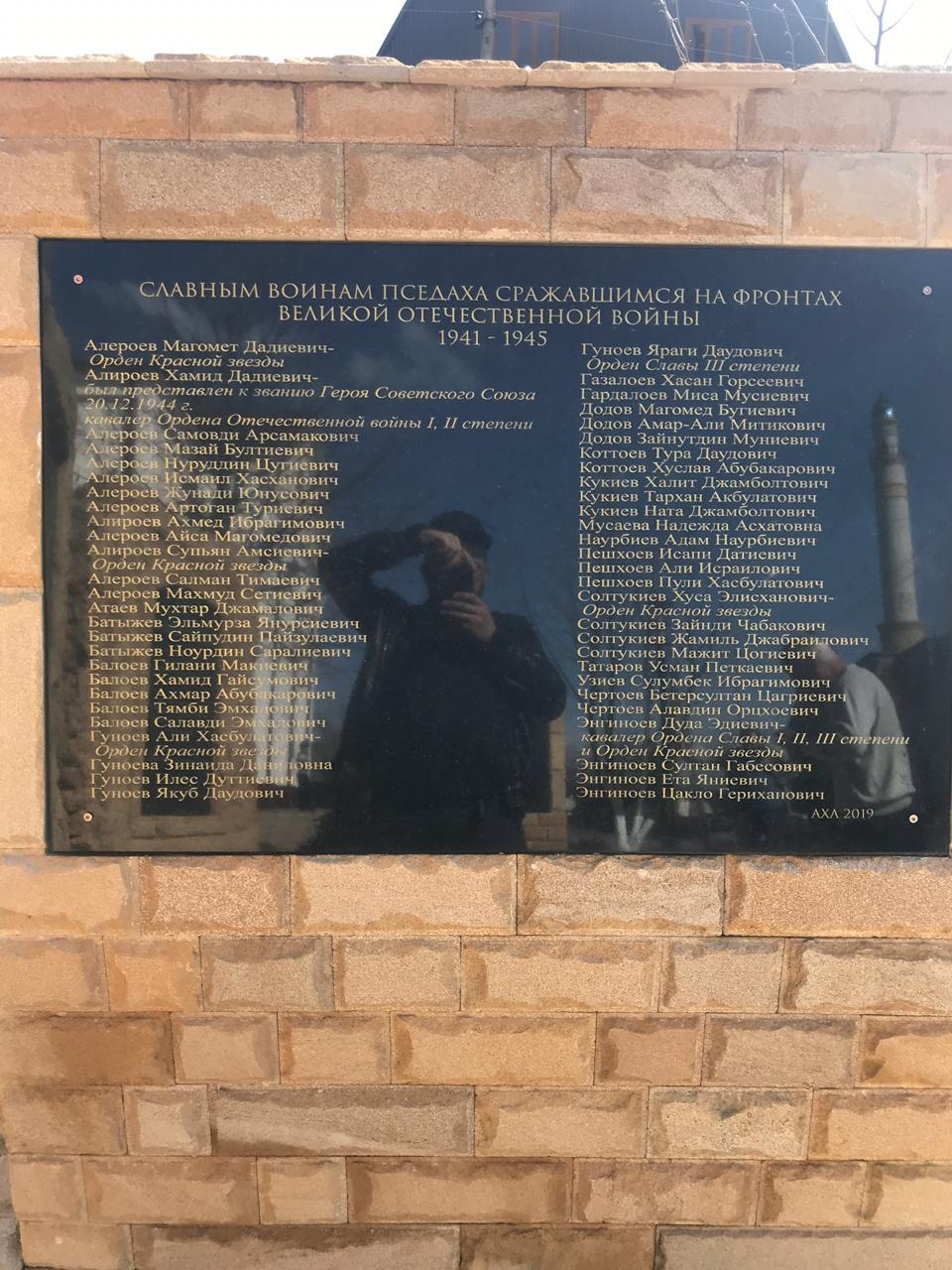
Мемориальная доска в Пседахе
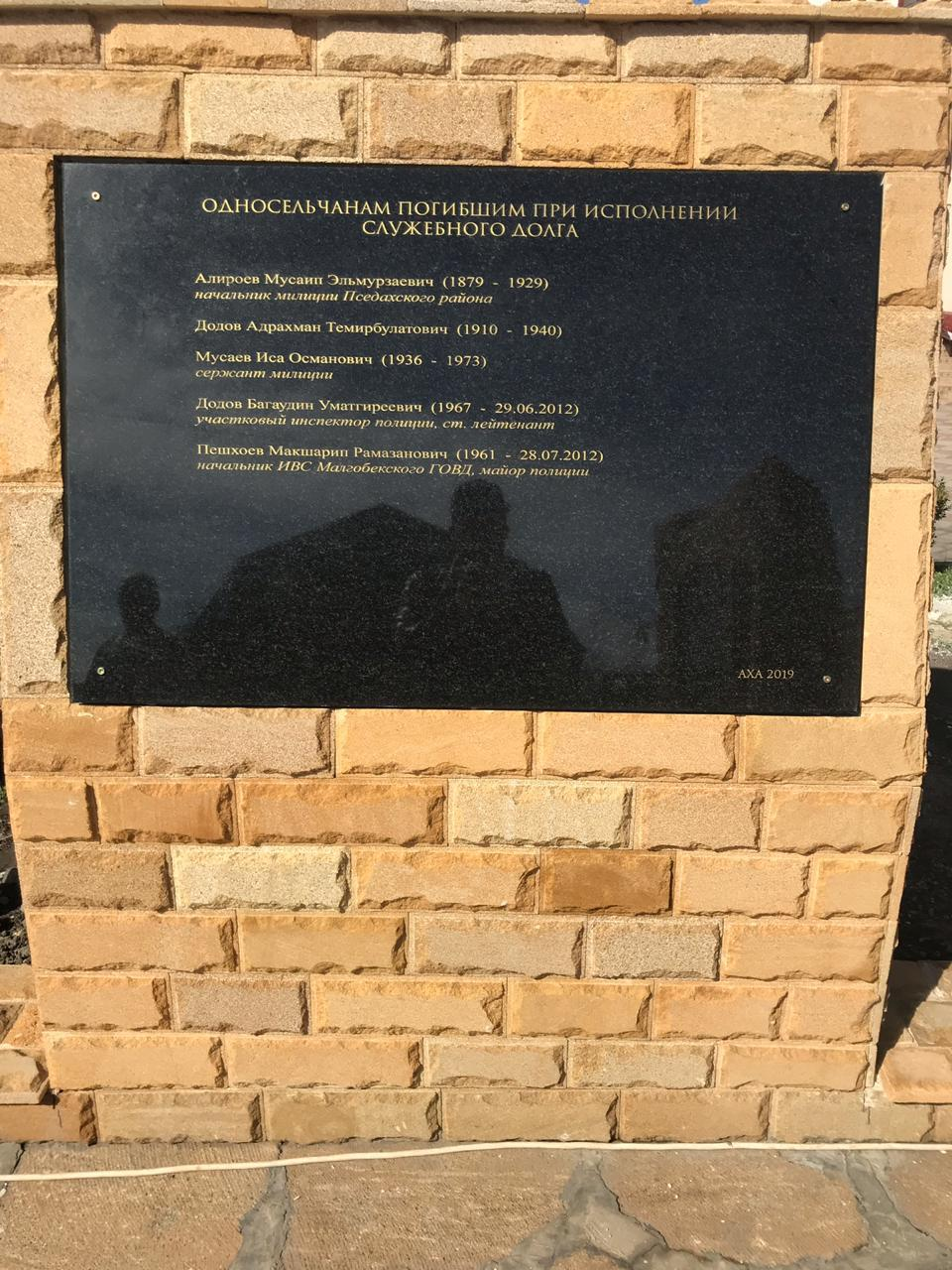
Пседахцы, погибшие при исполнении служебного долга